# Crazy Cats Tour
A Crazy Cats Tour foi a primeira turnê musical da cantora inglesa Pixie Lott. Após abrir concertos para outros músicos, a artista anunciou dezenove datas dos seus próprios pelo Reino Unido durante o último bimestre de 2010 para divulgar seu álbum de estreia, Turn It Up (2009). Espetáculos cujo tema foi de gatos, constituíam da intérprete e sua banda apresentando canções do seu disco e reinterpretações diversas. A turnê tornou-se um sucesso com o esgotamento dos seus ingressos e recebeu em sua maioria análises positivas, com críticos favorecendo a capacidade vocal de Lott, a postura da intérprete para uma iniciante e o espetáculo como um todo. Em 2011, a vocalista veio a afirmar que a excursão fora o momento mais importante da sua carreira até então.

## Antecedentes, elaboração e posteriormente
A artista musical inglesa Pixie Lott planejava uma turnê sua em 2009 após o lançamento de seu álbum de estreia, Turn It Up, para promovê-lo. Ela já havia inaugurado concertos para os grupos compatriotas The Script e The Saturdays no mesmo ano e assim fez em 2010 na Last Girl on Earth Tour, da cantora barbadense Rihanna. Em 8 de junho de 2010, datas da Crazy Cats Tour foram anunciadas, marcando a primeira turnê de Lott como artista principal e com os ingressos, postos à venda dois dias após, vindo a esgotar-se. Mais tarde, ela comentou estar "muito animada para entrar em digressão" por esta ser a sua oportunidade de trabalhar do seu próprio jeito e "planejando apresentações muito especiais".
Iniciados em 23 de novembro de 2010 em Carlisle, os eventos — abertos pelo trio feminino SoundGirl — incluíam uma banda, duas vocalistas auxiliares e quatro dançarinos, com o seu tema inspirado em gatos. Terminaram em 18 de dezembro seguinte em Manchester, após a marca de dezenove concertos pelo Reino Unido para 40 mil pessoas.
Em dezembro de 2011, após o lançamento do segundo disco de Lott, Young Foolish Happy, ela veio a comentar à radio Capital FM que a turnê Crazy Cats fora o momento mais importante de toda sua carreira por seu maior deleite ser o de fazer apresentações ao vivo: "Foi muito divertido viajar, conhecer todos os gatos e cantar ao lado da minha banda. (..) Este foi o ponto culminante."

## Sinopse do concerto

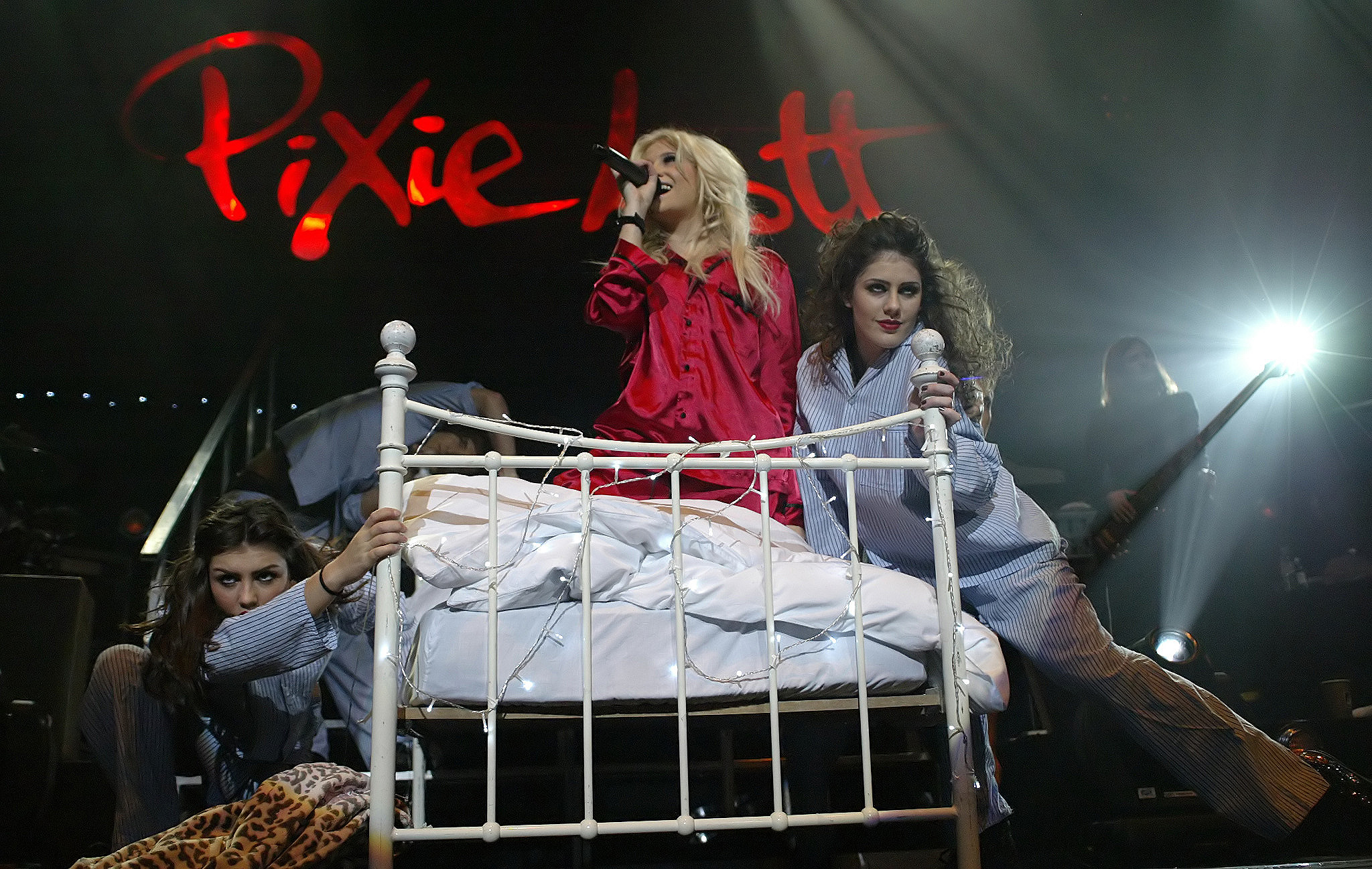
Lott abrindo a turnê com "Mama Do (Uh Oh, Uh Oh)", momento em que veste um pijama vermelho e dançarinos saem debaixo da cama na qual se encontra.

Os concertos começavam com a abertura de uma cortina de palco que revelava Lott deitada em uma cama e vestida com um pijama de seda vermelha, enquanto cantava "Mama Do (Uh Oh, Uh Oh)", com dançarinos saindo debaixo da mobília e utilizando trajes de dormir. Após, a cantora tirava a roupa para revelar um espartilho e uma saia curta na interpretação de "Doing Fine (Without You)". As canções "Gravity" e "The Way the World Works" seguiam dentro de um contexto de relacionamento amoroso entre os dançarinos auxiliares. "Broken Arrow" era interpretada pela artista, que fazia os passos de dança do vídeo correspondente à música. Uma versão acústica de "She Said", de Plan B, era elaborada ao estilo de flamenco, quando a cantora imediatamente voltava às faixas de seu álbum "Band Aid" e "Here We Go Again". Um momento de soul com a reinterpretação de "Midnight Train to Georgia", de Gladys Knight, "Forget You", de Cee Lo Green, e outras em uma mistura das composições "Keep Me Hanging On", "Reach Out I'll Be There" e "Ain't No Mountain High Enough" era também realizado.
"Nothing Compares" e "Can't Make This Over" logo acompanhavam o repertório. O número dançante "Turn It Up" e o de sapateado "Rolling Stone" eram concluídos até a parte acústica de "Use Somebody", dos Kings of Leon, e a balada "Cry Me Out", que continha uma sequência de balé. O bis era precedido por um intervalo com os bailarinos apresentando-se ao som de "Everybody Wants to Be a Cat", do filme The Aristocats, quando Lott aparecia vestida em um casaco de inverno para executar "Catching Snowflakes" ao passo que neve caía no palco. O espetáculo era finalizado com "Boys and Girls", momento quando a cantora usava uma roupa com cauda, orelhas e bigodes inspirados em gatos e então confete era jogado no público.

## Recepção crítica
| Críticas profissionais | Críticas profissionais |
| Avaliações da crítica  | Avaliações da crítica  |
| Fonte                  | Avaliação              |
| ---------------------- | ---------------------- |
| The Scotsman           | [ 1 ]                  |
| The Herald             | [ 2 ]                  |

Jonathan Geddes, do The Herald, fez uma crítica positiva à Crazy Cats Tour: avaliou o concerto de Glasgow como "um espetáculo de música pop surpreendentemente diverso e legal" e relatou que a cantora desempenhou-se com postura para uma primeira turnê. Aclamou os vocais de Lott como "fortes" e a sua resenha foi finalizada com a seguinte afirmação: "(...) enquanto Lott não evitou todos os clichês, mostrou ousadia suficiente para deixar sua própria marca." Descrevendo o mesmo evento, Malcolm Jack, do The Scotsman, exaltou a dança e a habilidade vocal da artista na mistura de canções de soul. Todavia, escreveu que "os fãs [de Lott] aplaudiram, mas ela encontrará dificuldade em transformar-se do sabor do mês em algo com um gostinho".

## Repertório
Lista-se abaixo as canções interpretadas por Lott na turnê:
1. "Mama Do (Uh Oh, Uh Oh)"
2. "Doing Fine (Without You)"
3. "Gravity"
4. "The Way the World Works"
5. "Broken Arrow"
6. "She Said" (reinterpretação de Plan B; versão acústica)
7. "Band Aid"
8. "Here We Go Again"
9. "Midnight Train to Georgia" (reinterpretação de Gladys Knight)
10. Mistura de canções (medley)
  1. "Keep Me Hanging On" (reinterpretação de The Supreme)
  2. "Reach Out I'll Be There" (reinterpretação de The Four Tops)
  3. "Ain't No Mountain High Enough" (reinterpretação de Marvin Gaye e Tammi Terrell)
11. "Forget You" (reinterpretação de Cee Lo Green)
12. "Nothing Compares"
13. "Can't Make This Over"
14. "Turn It Up"
15. "Rolling Stone"
16. "Use Somebody" (reinterpretação de Kings of Leon; versão acústica)
17. "Cry Me Out"

Bis
1. "Catching Snowflakes"
2. "Boys and Girls"

Fontes:

## Datas da turnê
| Europa                 |            |            |                         |
| 23 de novembro de 2010 | Carlisle   | Inglaterra | Carlisle’s Sands Centre |
| 24 de novembro de 2010 | Glasgow    | Escócia    | Clyde Auditorium        |
| 25 de novembro de 2010 | Preston    | Inglaterra | Guildhall               |
| 26 de novembro de 2010 | Lincoln    | Inglaterra | Engine Shed             |
| 28 de novembro de 2010 | Brentwood  | Inglaterra | Brentwood Centre        |
| 29 de novembro de 2010 | Leicester  | Inglaterra | DM Hall                 |
| 30 de novembro de 2010 | Nottingham | Inglaterra | Nottingham Royal Centre |
| 2 de dezembro de 2010  | Portsmouth | Inglaterra | Portsmouth Guildhall    |
| 3 de dezembro de 2010  | Plymouth   | Inglaterra | Plymouth Pavilions      |
| 4 de dezembro de 2010  | Brighton   | Inglaterra | Brighton Centre         |
| 7 de dezembro de 2010  | Londres    | Inglaterra | HMV Hammersmith         |

| Europa                 |               |               |                          |
| 9 de dezembro de 2010  | Cardiff       | País de Gales | St David's Hall          |
| 10 de dezembro de 2010 | Bristol       | Inglaterra    | Colston Hall             |
| 11 de dezembro de 2010 | Bournemouth   | Inglaterra    | O2 Academy Bournemouth   |
| 13 de dezembro de 2010 | Sheffield     | Inglaterra    | Sheffield City Hall      |
| 14 de dezembro de 2010 | Wolverhampton | Inglaterra    | Wolverhampton Civic Hall |
| 16 de dezembro de 2010 | Leeds         | Inglaterra    | O2 Academy Leeds         |
| 17 de dezembro de 2010 | Newcastle     | Inglaterra    | Newcastle City Hall      |
| 18 de dezembro de 2010 | Manchester    | Inglaterra    | Manchester Apollo        |